# Polygala dolichocarpa
Polygala dolichocarpa là một loài thực vật có hoa trong họ Polygalaceae. Loài này được S.F. Blake miêu tả khoa học đầu tiên năm 1916.